# Nisha Besara
Nisha Inana Besara, född 7 januari 1979, är en svensk-assyrisk kolumnist och kommunikatör. Hon var tidigare vd för Unga Klara. Hon var tidigare kolumnist i Expressen. Hon är kusin med fotbollsspelaren Nahir Besara.
Efter terrorattentatet i Stockholm den 7 april anordnade Nisha Besara den stora Kärleksmanifestationen på Sergels torg tillsammans med initiativtagaren Damon Rasti. 
Efter valet 2014 förekom Nisha Besara i spekulationer om kulturministerposten. Nisha Besara arbetade tidigare som konsult på public affairs-byrån Rud Pedersen, men är sedan 2023 chef för Public Relations och Public Affairs på den finska konsultbyrån Milttons kontor i Sverige. 
Besara är sambo med Christer Fogelmarck, koncernchef för Parks & Resorts.  